# Sân vận động Doroteo Guamuch Flores
Sân vận động Quốc gia Doroteo Guamuch Flores là một sân vận động quốc gia đa năng tại thành phố Guatemala, là sân vận động lớn nhất Guatemala. Công trình được xây dựng vào năm 1948, từng tổ chức Đại hội Thể thao Trung Mỹ và Caribe năm 1950, và được đổi tên theo vận động viên chạy đường dài Doroteo Guamuch Flores, từng giành chiến thắng tại Marathon Boston 1952. Sân vận động có sức chứa 26.000 chỗ ngồi.
Sân vận động chủ yếu được sử dụng để tổ chức các trận đấu bóng đá, là sân nhà của đội tuyển bóng đá quốc gia Guatemala trong đa số trận đấu, và là sân nhà của câu lạc bộ bóng đá địa phương Comunicaciones F.C. Sân được điều hành bởi Liên đoàn thể thao Guatemala (CDAG).
Sân vận động này là nơi diễn ra một trong các thảm họa tồi tệ nhất từng diễn ra trong một sự kiện thể thao, khi vào năm 1996 có 83 người thiệt mạng vì giẫm đạp trên khán đài.

## Mô tả chung
Bao quanh sân cỏ của Doroteo Guamuch Flores là một đường chạy điền kinh có tám làn, ban đầu được làm bằng cát, và sau đó được tu sửa thành bề mặt tartan tổng hợp. Khu vực ghế ngồi được chia thành năm khu vực: Palco (nằm về phía tây, là khu vực duy nhất có mái che), Tribuna (phía tây, bao quanh Palco), Preferencia (đông), General Norte (bắc), và General Sur (nam, là nơi có cổng vào chính).

## Lịch sử

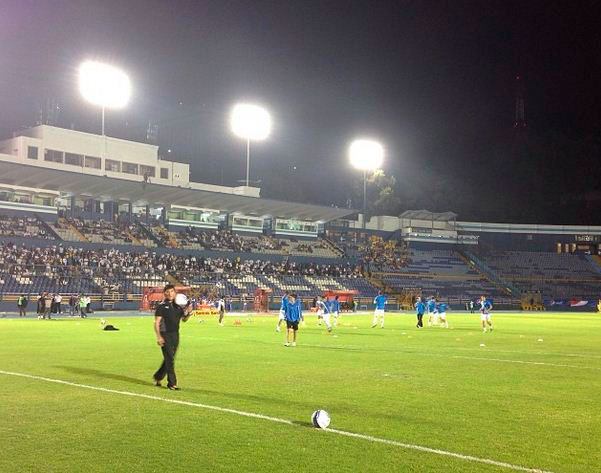
Tập luyện tại sân vận động Doroteo Guamuch

Sân vận động được xây dựng vào năm 1948, nằm trong kế hoạch xây dựng một nhóm các cơ sở hạ tầng thể thao mang tên Ciudad Olímpica, tại Khu 5 của thủ đô Guatemala. Sân vận động ban đầu mang tên gọi Estadio Olímpico dù nó chưa từng tổ chức Thế vận hội, nó chủ yếu được xây dựng bằng bê tông cốt thép, nên đôi khi được gọi thông tục là Coloso de Concreto. Công trình được khánh thành vào ngày 23 tháng 2 năm 1950, để tổ chức Đại hội Thể thao Trung Mỹ và Caribe lần thứ VI, tại giải đấu này vận động viên điền kinh Doroteo Guamuch giành chiến thắng tại sự kiện bán marathon, và đến ngày 26 tháng 2, đội tuyển bóng đá quốc gia Guatemala thi đấu với Colombia, giành chiến thắng với tỷ số 2-1, là sự kiện bóng đá đầu tiên được tổ chức tại sân vận động.
Sau chiến thắng của Doroteo Guamuch tại Marathon Boston năm 1952, chính phủ Guatemala đổi tên sân vận động theo tên gọi quốc tế của anh là Mateo Flores, nhằm công nhận thành tích trong nước và quốc tế của anh. Kể từ đó, sân vận động được gọi thông tục là El Mateo. Ngày 9 tháng 8 năm 2016, Quốc hội tuyên bố rằng sân vận động được đổi tên thành Doroteo Guamuch Flores, tên khai sinh của Mateo Flores.
Ngày 18 tháng 1 năm 1959, sân vận động tổ chức trận bóng đá giao hữu giữa CSD Comunicaciones và Santos FC, đội bóng sau này có cầu thủ Pelé. Santos dẫn trước 2-0 nhờ công Pelé và Pepe, và chín phút trước khi trận đấu kết thúc, Francisco "Pinula" Contreras ấn định tỷ số 2-1. Ngày 20 tháng 8 năm 1960, câu lạc bộ bóng đá Tây Ban Nha Real Madrid đến thăm Guatemala và thi đấu giao hữu với Comunicaciones và họ giành chiến thắng với tỷ số 5-0.
Năm 1973, sân vận động tổ chức Đại hội Thể thao Trung Mỹ (Juegos Deportivos Centroamericanos) lần thứ nhất, và kể từ đó đại hội này chỉ tổ chức hai lần vào năm 1986 và 2001.
Tháng 7 năm 1996, đường chạy cát được nâng cấp thành đường chạy tartan, và trong lần đầu tiên mặt đường mới được sử dụng, vận động viên địa phương Berner Rodas lập kỷ lục quốc gia mới trong sự kiện 1500 m.
Trong nhiều năm, sân vận động cũng là nơi về đích thường lệ của giải đua xe đạp lớn nhất Trung Mỹ mang tên Vuelta a Guatemala.
Một số buổi hòa nhạc từng được tổ chức tại sân vận động, đáng chú ý là màn trình diễn của ban nhạc heavy metal Metallica vào năm 2010.

### Thảm họa ngày 16 tháng 10
Ngày 16 tháng 10 năm 1996, vài phút trước trận đấu tại vòng loại Giải vô địch bóng đá thế giới 1998 giữa Guatemala và Costa Rica bắt đầu, ít nhất 83 người thiệt mạng và hơn 140 người khác bị thương khi có quá đông người hâm mộ cố gắng tiến vào khu vực khán đài General Sur, tạo ra một trận xô đẩy xuống phía chân khán đài, là nơi được tách biệt với sân thi đấu qua một hàng rào. Hành động bán vé giả khiến nhiều người vào sân quá mức, và thiết kế của công trình không thích hợp khi xảy ra tình trạng khẩn cấp khiến người hâm mộ dẫm đạp và ngã vào nhau, khiến nhiều người ngạt thở, đây là một trong các thảm họa tồi tệ nhất từng xảy ra trong một sân vận động thể thao.
Tổng thống Guatemala Alvaro Arzú đang tham gia sự kiện và ông lập tức đình chỉ trận đấu, FIFA cũng đình chỉ việc sử dụng sân vận động để tổ chức các trận thi đấu quốc tế chính thức cho đến khi vấn đề an toàn được giải quyết, lệnh cấm này kéo dài trong hai năm.  Kể từ đó một số vấn đề đã được giải quyết, song đến năm 2006 hạ tầng vẫn thể hiện nhiều vấn đề về an toàn, và bị cho là dễ xảy ra sự cố khi có tình huống khẩn cấp khác trong một sự kiện đông người tham gia.
Người ta cho rằng gần 50.000 người đã cố vào sân vận động vào hôm đó, dù nhiều ngày trước sự kiện sân được xác định có sức chứa 37.500 người và số chỗ chật kín tối đa là 47.500. Tổng số vé được in ra là 45.796. Theo một phân tích địa phương, số vé in ra đạt đỉnh sức chứa của sân, và việc lưu hành vé giả khiến số người vào sân quá mức kiểm soát. Khi đó, 13 người bị quy trách nhiệm về các trường hợp thương vong, song toàn bộ đều không bị buộc tội. CDAG không chịu trách nhiệm cho an toàn của hạ tầng, tuyên bố rằng đó là công việc của thế chế vận hành sự kiện thể thao. Tuy nhiên, CDAG không cung cấp kế hoạch dự phòng hoặc khẩn cấp cơ bản khi sử dụng sân vận động.
Tuân theo một số khuyến nghị của FIFA sau sự kiện năm 1996, sức chứa của sân vận động, khi đó không có ghế ngồi riêng hoặc đánh số, bị giảm xuống còn 26.000 chỗ ngồi vào thập niên 2000.